# Park Shin-hye
Park Shin-hye (Hangul: 박신혜; sinh ngày 18 tháng 2 năm 1990) là một nữ diễn viên, ca sĩ và người mẫu người Hàn Quốc. Cô được biết đến khi đóng vai chính trong các phim Nấc thang lên thiên đường (2003), Tree of Heaven (2006), Cô nàng đẹp trai (2009), Người thừa kế (2013), Pinocchio (2014-2015), Chuyện tình bác sĩ (2016), Ký ức Alhambra (2018-2019), Alive: Tôi còn sống (2020) và Sisyphus: The Myth (2021). Cô là một trong những nữ diễn viên gặt hái được nhiều thành công nhất trong độ tuổi của mình.
Năm 2015, Park Shin-hye xếp thứ 33 trong danh sách 40 người nổi tiếng quyền lực nhất Hàn Quốc theo Forbes, thứ 12 vào năm 2017 và hạng 40 năm 2021.

## Tiểu sử
Park Shin-hye sinh ra tại Gwangju, Hàn Quốc. Gia đình của cô gồm cha mẹ và một người anh trai. Bố Shin Hye là nghệ sĩ sacxophone chuyên nghiệp, mẹ Shin Hye là nghệ sĩ chơi sáo ocarina, anh trai Shin Hye là 1 tay guitar.

## Sự nghiệp
Năm 2001, cô ra mắt trong video âm nhạc "Sarang Ha Na Yo - Do You Love?" của Lee Seung-hwan và làm việc trong "Dream Factory". Cô đã thông qua các buổi thử giọng, gia nhập công ty và bắt đầu được đào tạo như một ca sĩ. Nhưng sau một thời gian, cô chuyển sang làm diễn viên nhí.
Vai diễn đầu tay của cô tạo được ấn tượng khi vào vai Han Jung-su hồi nhỏ trong bộ phim ăn khách Nấc thang lên thiên đường. Lúc 16 tuổi, cô vào vai nữ chính lần đầu tiên trong bộ phim truyền hình Tree of Heaven phát sóng trên SBS cùng với nam diễn viên Lee Wan đã từng hợp tác trong Nấc thang lên thiên đường. Cô cũng là nữ diễn viên trẻ nhất được đóng vai chính một bộ phim truyền hình. Trong phim, Shin Hye vào vai Hana một cô gái người Nhật. Bộ phim này được các nhà chuyên môn đánh giá tích cực. Cô dược các fan ví von là "Nữ hoàng phim bi tuổi teen". Cũng nhờ độ nổi tiếng của bộ phim, Shin Hye đã nhận được nhiều hợp đồng quảng cáo và là người mẫu cho một số công ty. Cô cũng hát một bài cho nhạc phim này.
The Evil Twin là phim kinh dị cổ trang đầu tiên do nữ diễn viên trẻ này đóng năm 2007, phim lấy bối cảnh vào thời đại Joseon ở ngôi làng Seorae. Sau đó, cô đóng một trong bốn nhân vật chính của bộ phim Goong S. Bộ phim này không thành công như mong đợi. Nhưng đến năm 2009, Shin-hye đã làm nên một bước ngoặt lớn trong sự nghiệp khi vào vai cô nàng giả trai ngốc nghếch, cá tính Go Mi Nam trong bộ phim truyền hình Cô nàng đẹp trai. Nhờ thành công lớn của bộ phim, Park Shin-hye được coi như một ngôi sao hallyu thế hệ mới của Hàn Quốc và mọi người công nhận là một diễn viên trưởng thành. Năm 2011, cô tham gia tiếp phim thần tượng mang tên Heartstrings. Trước ngày công chiếu, số đĩa đặt trước tới 50000 bản.
Năm 2012, Park Shin-hye tham gia chương trình thực tế Music and Lyrics cùng với nam ca sĩ Yoon Gun và tổ chức fan meeting của riêng mình.

## Đời tư
Ngày 7 tháng 3 năm 2018, Salt Entertainment xác nhận rằng Park Shin-hye đang hẹn hò với nam diễn viên Choi Tae-joon kể từ cuối năm 2017.
Ngày 23 tháng 11 năm 2021, công ty chủ quản của Park Shin-hye thông báo rằng cô đang mang thai và chuẩn bị kết hôn với Choi Tae-joon. Họ kết hôn vào ngày 22 tháng 1 năm 2022, trước sự chứng kiến của bạn bè và gia đình trong một lễ cưới tại nhà thờ ở Seoul.
Ngày 31 tháng 5 năm 2022, công ty chủ quản của Park Shin-hye thông báo rằng cô đã hạ sinh một bé trai khoẻ mạnh tại bệnh viện Seoul. Cả cô và em bé đều có sức khoẻ tốt. Chồng cô Choi Tae-joon và gia đình ở bên 2 mẹ con để chúc mừng sự kiện trọng đại này.

## Sự nghiệp diễn xuất

### Phim truyền hình
| Năm  | Tên phim                                  | Vai diễn             | Kênh | Số tập      |
| ---- | ----------------------------------------- | -------------------- | ---- | ----------- |
| 2024 | Nốt trầm đời bác sĩ (Doctor Slump)        | Nam Ha Neul          | JTBC | 16          |
| 2021 | Sisyphus: The Myth                        | Gang Seo Hae         | JTBC | 16          |
| 2018 | Ký ức Alhambra (Memories of the Alhambra) | Jung Hee-joo         | tvN  | 16          |
| 2017 | Temperature of Love (Cameo)               | Yoo Hye-jung         | SBS  | 20          |
| 2016 | Chuyện tình bác sĩ (Doctors)              | Yoo Hye Jung         | SBS  | 20          |
| 2014 | Pinocchio                                 | Choi In Ha           | SBS  | 20          |
| 2013 | Người thừa kế                             | Cha Eun Sang         | SBS  | 20          |
| 2013 | Mỹ nam nhà bên                            | Go Dok Mi            | tvN  | 16          |
| 2012 | The King of Dramas                        | Cameo                | SBS  | 18          |
| 2011 | Nốt nhạc tình yêu                         | Lee Gyu Won          | MBC  | 15          |
| 2011 | Hayate the Combat Butler                  | Tiểu Chỉ             | FTV  |             |
| 2010 | Gia đình là số một (phần 2)               | Hae Ri (tương lai)   | MBC  | (khách mời) |
| 2009 | Cô nàng đẹp trai (You're Beautiful)       | Go Mi Nam/Go My Nyeo | SBS  | 16          |
| 2007 | Kimcheed Radish Cubes                     | Jang Sa Ya           | MBC  | 44          |
| 2007 | Several Questions That Make Us Happy      | Hyun Ji              | KBS  | 2           |
| 2007 | Goong S                                   | Shin Sae Ryung       | MBC  | 20          |
| 2006 | Cây trên thiên đường                      | Ha Na                | SBS  | 10          |
| 2006 | Seoul 1945                                | Choi Geum Hee        | KBS  | 71          |
| 2006 | Loving Sue                                |                      | SBS  |             |
| 2006 | Bicheoumu                                 | A Li Shui            | SBS  |             |
| 2006 | Step Father is 29                         | Song Da In           | KBS  |             |
| 2005 | Sky dance                                 |                      | KBS  |             |
| 2005 | Cute or Crazy                             | Park Shin Hye        | SBS  |             |
| 2005 | Daddy Long Legs                           |                      | KBS  |             |
| 2005 | One Fine Day                              | Hee Kyeong           | MBC  |             |
| 2004 | Very Merry Chrismas                       |                      | MBC  |             |
| 2004 | Non Stop 4                                | Park Shin Hye        | MBC  |             |
| 2004 | Not Alone                                 | Editor`s daughter    | SBS  |             |
| 2004 | Boom                                      |                      | SBS  |             |
| 2004 | If you wait for the net xtrain again      | Yeong Ran Ui         | KBS  |             |
| 2003 | Nấc thang lên thiên đường                 | Han Jung Suh hồi nhỏ | SBS  | 20          |

### Phim điện ảnh
| Năm  | Tên phim                       | Vai diễn        |
| ---- | ------------------------------ | --------------- |
| 2020 | Alive: Tôi còn sống            | Yoo-bin         |
| 2020 | Call                           | Seo-yeon        |
| 2017 | Heart Blackened                | Choi Hee-jeong  |
| 2016 | Anh tôi vô số tội              | Lee Soo-hyun    |
| 2015 | Người yêu tôi là ai?           | Woo-jin         |
| 2014 | Thợ may hoàng gia              | Hoàng hậu       |
| 2013 | One Perfect Day                | Eun Hee         |
| 2013 | Điều kì diệu ở phòng giam số 7 | Ye Seung        |
| 2012 | Don't worry! I'm a ghost!      | Park Yeon Hwa   |
| 2011 | Green Days                     | Yi Rang         |
| 2010 | Cyrano Agency                  | Min Young       |
| 2007 | The Evil Twin                  | So Yeon/Hyo Jin |
| 2006 | Love Phobia                    | Byeon Ja        |

### Đoạn phim ca nhạc
| Năm  | Tên bài hát                    | Nghệ sĩ thể hiện |
| ---- | ------------------------------ | ---------------- |
| 2017 | Wish                           | Jung Joonil      |
| 2015 | Insensible                     | Lee Hong-gi      |
| 2014 | My Dear                        | Park Shin Hye    |
| 2013 | Eraser                         | So Ji Sub        |
| 2012 | Alone In Love                  | Lee Seung Gi     |
| 2009 | Super Star                     | Taegoon          |
| 2009 | Call Me                        | Taegoon          |
| 2008 | Saechimtteki                   | 45RPM            |
| 2006 | Pyun Ji - Letter               | Kim Jong Kook    |
| 2004 | Fake Love Song                 | Fortune Cookie   |
| 2003 | Ggot - Flowers                 | Lee Seung Hwan   |
| 2001 | Sarang Ha Na Yo - Do You Love? | Lee Seung Hwan   |

### Đĩa nhạc
| Năm  | Tên bài hát                                        |
| ---- | -------------------------------------------------- |
| 2015 | Love is like a snow Dreaming a dream               |
| 2014 | Arm Pillow My Dear                                 |
| 2013 | Pitch Black Story Break Up For You, Not Yet For Me |
| 2012 | I Think of You                                     |
| 2011 | The Day We Fall In Love I Will Forget You          |
| 2010 | It Was You                                         |
| 2009 | Lovely Day Without a Word As Ever                  |
| 2007 | Jingle Ha-Day                                      |
| 2006 | Love Rain                                          |

## Giải thưởng
Bài chi tiết: Danh sách giải thưởng và đề cử của Park Shin-hye
- 2016 - SBS Drama Awards: High Excellecent Awards (Doctors)
- 2015 - 6th Korean Popular Culture & Arts Awards: Prime Minister's Award
- 2015 - 51th Baeksang Arts Award: iQiyi Star Award
- 2015 - 51th Baeksang Arts Award: Popular Actress in Movies (The Royal Tailors)
- 2014 - SBS Drama Awards: Top 10 stars (Pinocchio)
- 2014 - SBS Drama Awards: High Excellecent Awards (Pinocchio)
- 2014 - SBS Drama Awards: Best Couple (with Lee Jong Suk) (Pinocchio)
- 2014 - 50th Baeksang Arts Award: Popular Actress in Drama (The Heirs)
- 2013 - SBS Drama Awards: High Excellecent Awards (The Heirs)
- 2013 - SBS Drama Awards: Best Couple (with Lee Min Ho) (The Heirs)
- 2013 - 17th Puchon International Fantastic Film Festival - Popularity (Miracle in Cell No.7)
- 2013 - 49th Paeksang Arts Award: Popular Actress in Movies (Miracle in Cell No.7)
- 2012 - 48th Paeksang Arts Award: Popular Actress in Drama (Heartstrings)
- 2011 - 47th Paeksang Arts Award: Popular Actress in Movies (Cyrano Agency)
- 2009 - SBS Drama Awards: New Star Award (You're Beautiful)
- 2007 - MBC Entertaiment Awards: Newcomer Award of Show / Variety
- 2007 - MBC Drama Awards: Best Newcomer Actress (Kimcheed Radish Cubes)